# Spondias
Genre
Classification phylogénétique
Spondias est un genre de plantes à fleurs de la famille du manguier (Anacardiaceae). Ce genre comporte dix-sept espèces décrites, dont sept sont originaires d'Amérique tropicale et dix d'Asie du Sud et du Sud-Est. 
On les appelle communément Prune de Cythère, pomme Cythère, hog plums (prune de cochon), Spanish plums (prunes d'Espagne), libas en bikol et parfois golden apples (pomme d'or) en raison de la couleur vive des fruits ressemblant très vaguement à des pommes ou des prunes. Un autre nom commun plus univoque est mombin.

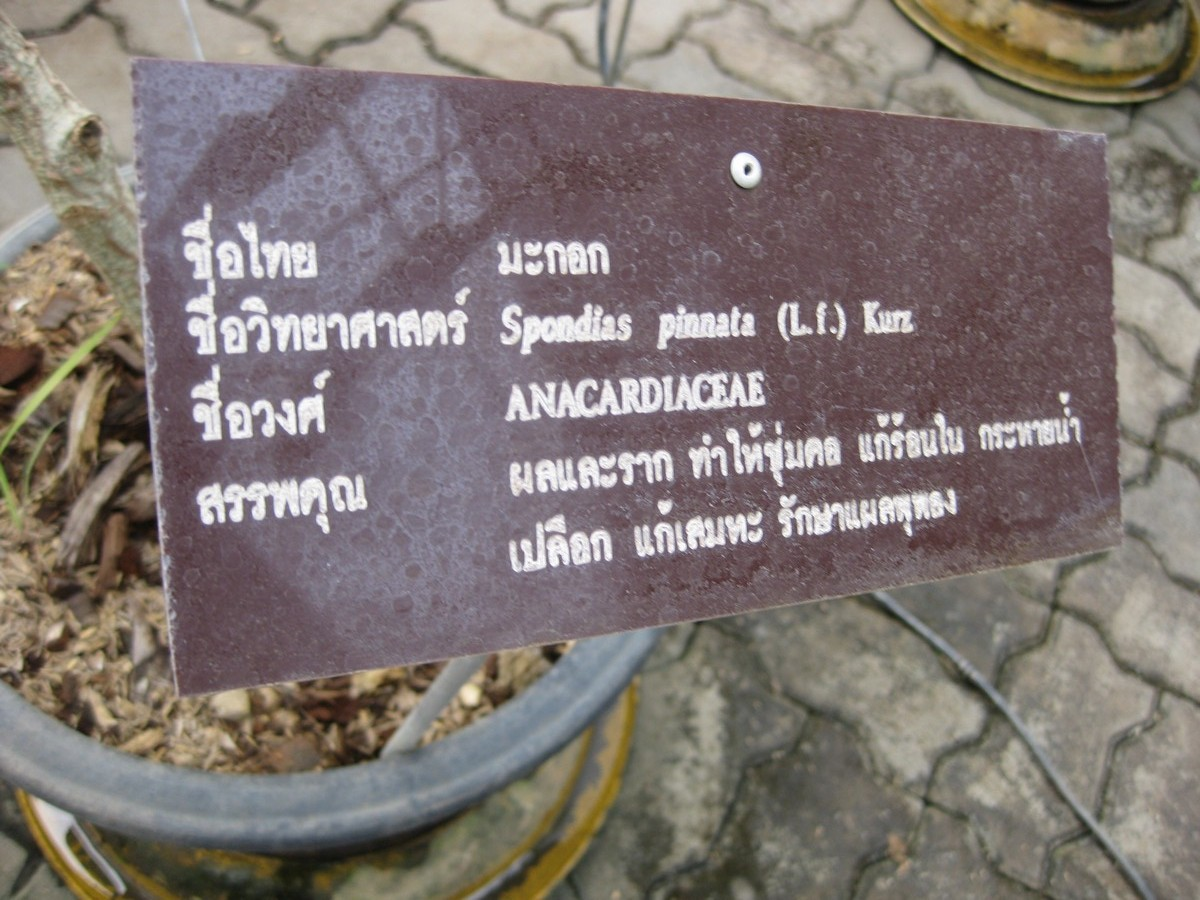
Panneau descriptif du Spondias pinnata en langue thaï, Jardin botanique de la reine Sirikit, Thaïlande

D'après certaines théories, le nom de la ville de Bangkok (Thailande) dériverait du nom makok (มะกอก), olive, désignant le fruit de Spondias mombin ou autres Spondias tel le Spondias pinnata en thaï. 
Au Cambodge, Spondias pinnata est appelé /pɷːn siː pʰlaɛ/ (ពោនស៊ីផ្លែ) or /məkaʔ prẹj/ (ម្កាក់ព្រៃ), et Spondias dulcis simplement /məkaʔ/ (ម្កាក់). 
Spondias pinnata est nommé pulicha kaai en langue tamil, ce qui signifie « fruit acide ». On l'appelle aussi amate kaai en kannada, ambade en tulu et en konkani. 
Au Sri Lanka, on l'appelle amberella.

## Description

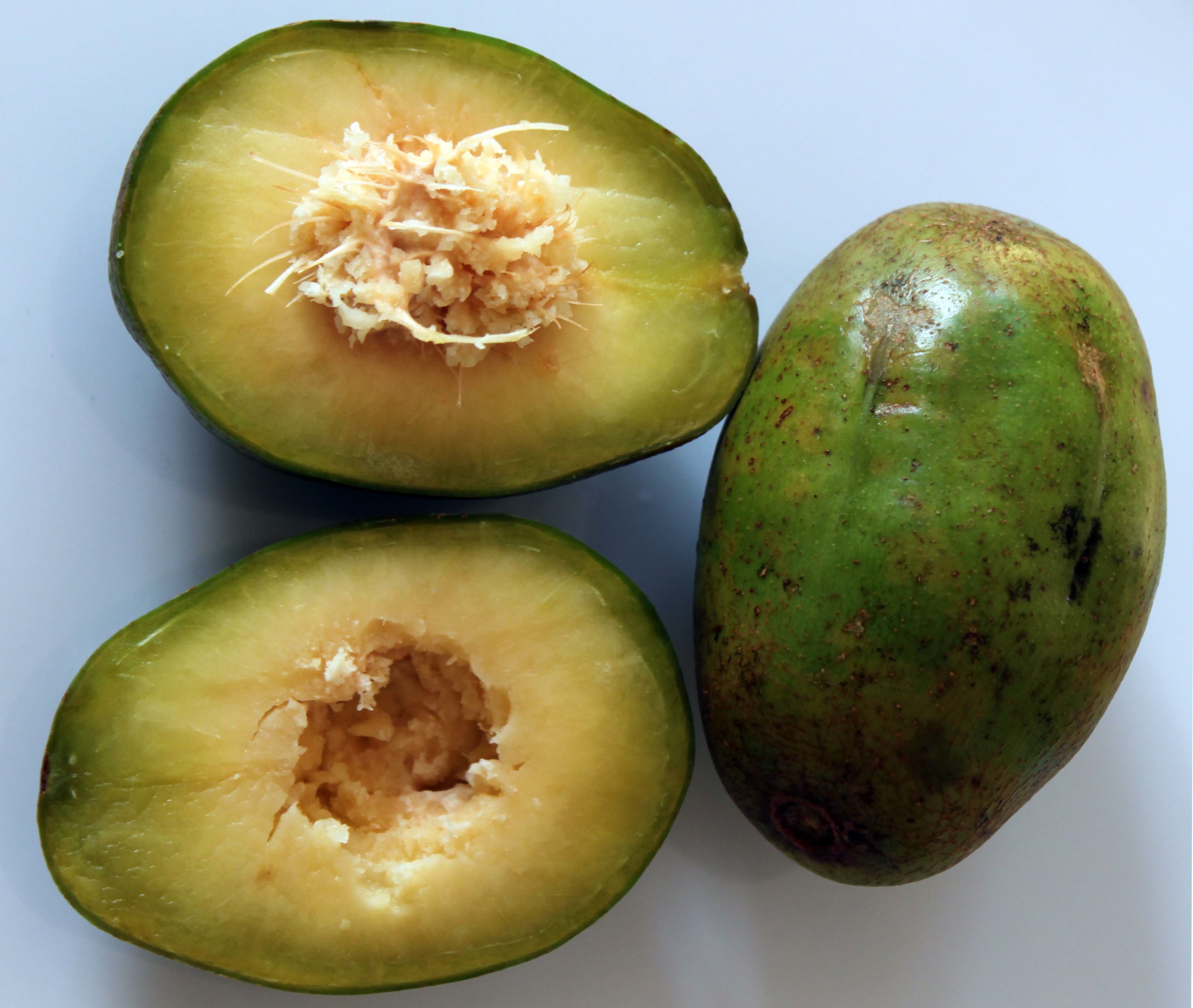
Fruit de Spondias dulcis, entier et en coupe avec noyau visible.

Le genre Spondias représente des arbres à feuillage caduc ou persistant atteignant jusqu'à 25 m. Les feuilles alternes spiralées sont généralement pennées, ou plus rarement bipennées ou simples. Le fruit est une drupe rappelant une petite mangue (genre proche de Mangifera), longue de 4–10 cm, devenant jaune ou orange à maturité et contenant une graine unique.
Les espèces de Spondias d'Asie du Sud-Est ont été révisées par Ding Hou en 1978. L'espèce la plus récemment découverte, Spondias testudinis, fut décrite en 1998.

## Usages culinaires

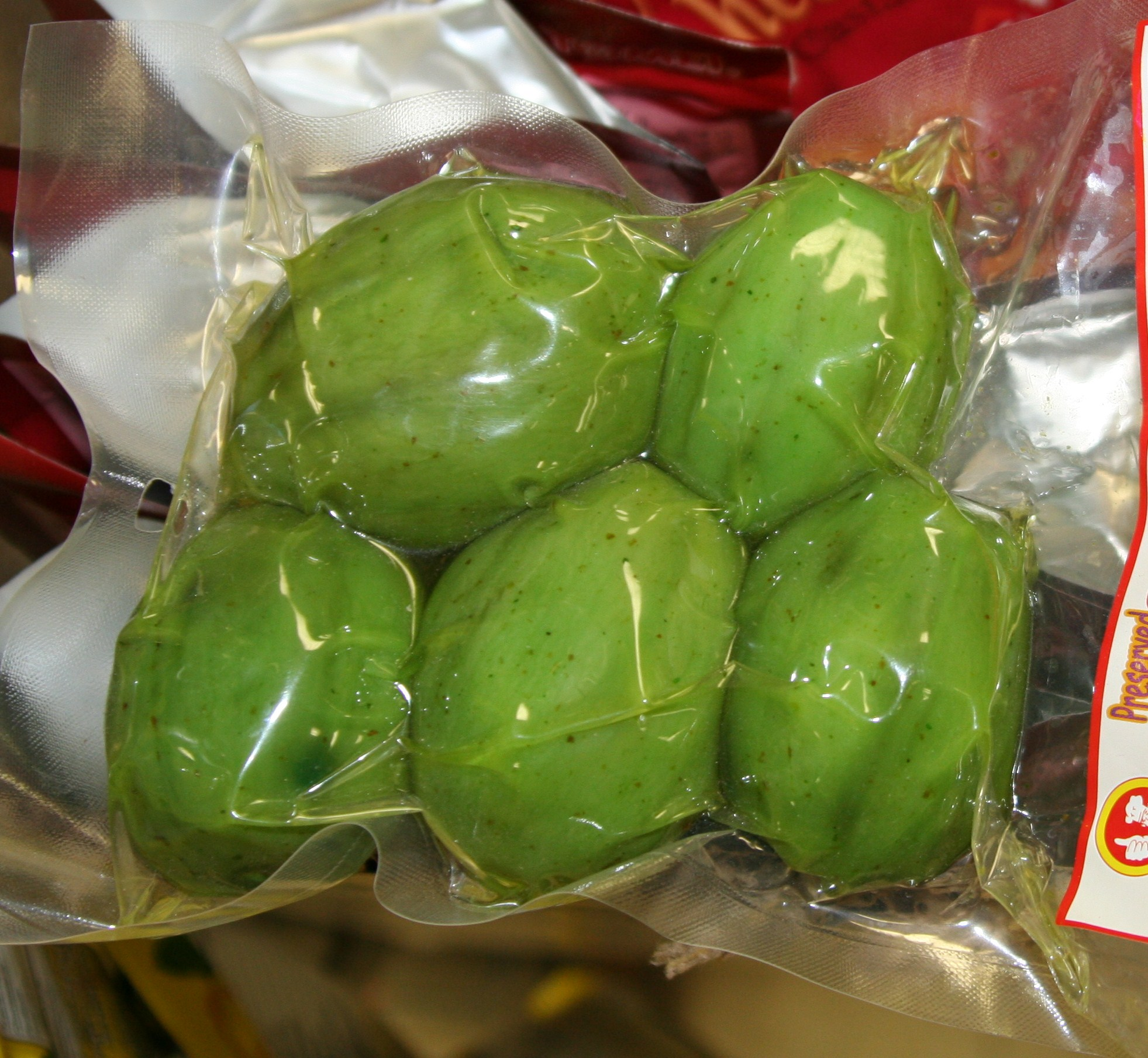
Préparation de « ma-kok », aigre-doux avec du piment.

Environ dix espèces de Spondias portent des fruits comestibles et ont été domestiquées pour la production fruitière. 
Ces fruits sont aussi consommés par des mammifères herbivores comme les cervidés.
Dans les Ghats occidentaux du Karnataka, les boutons floraux et les jeunes fruits tendres sont macérés dans des saumures dans des préparations de pickles.
En cuisine thaïlandaise, on consomme à la fois les fruits et les jeunes feuilles tendres.

## Sélection d'espèces

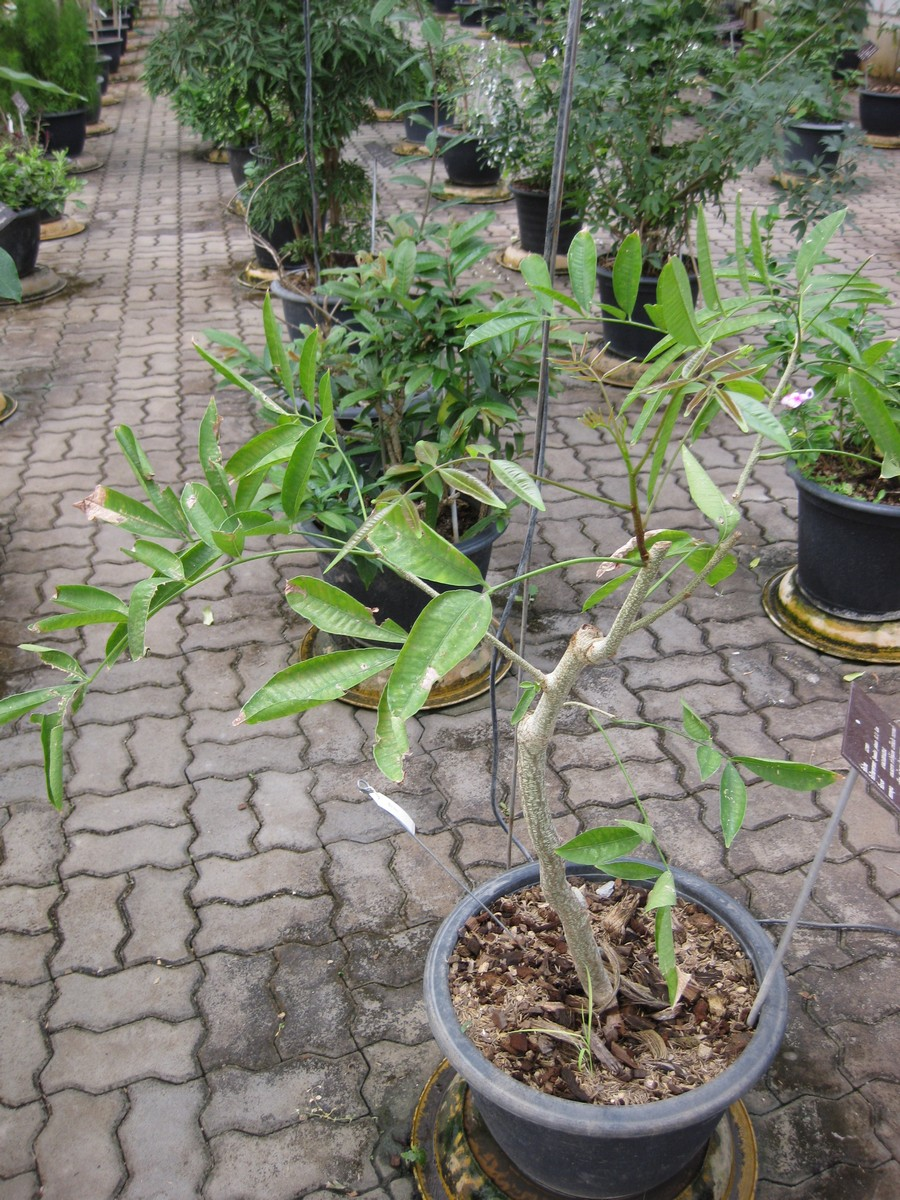
Spondias pinnata cultivé en pot (au premier plan), Jardin botanique de la reine Sirikit, Thaïlande

- Spondias pinnata cultivé en pot (au premier plan), Jardin botanique de la reine Sirikit, ThaïlandeSpondias dulcis Parkinson (Syn. Spondias cytherea Sonn.[6]) - prune de Cythère, prune cythère, pomme Cythère, ou zévi (Réunion), sakoua Comores, vī tahiti (signifiant « mangue tahitienne ») à Tahiti, Tahitian apple, pomme cythere (Trinidad et Tobago)
- Spondias indica Airy Shaw & Forman
- Spondias lakonensis Pierre
- Spondias mombin L. (Syn. Spondias venulosa (Engl.) Engl.[7]) - Mombin, prune mombin, Yellow mombin, gully plum, Ashanti plum, Java plum
- Spondias pinnata (L. f.) Kurz
- Spondias purpurea L. - prunier d'Espagne, mombin rouge, cirouelle, Jocote, purple mombin, red mombin, ciruela, siniguela, sirigwela
- Spondias radlkoferi Donn. Sm.
- Spondias tuberosa Arruda - Umbú, imbu, Brazil plum

- Haplospondias haplophylla (Airy Shaw & Forman) Kosterm. (Syn. Spondias haplophylla Airy Shaw & Forman[8])